# Halskrausenflughunde
Die Halskrausenflughunde (Myonycteris) sind eine Gattung der Flughunde mit fünf Arten, die in Afrika und auf vorgelagerten Inseln vorkommen.

## Arten und Verbreitung
Folgende Arten zählen zur Gattung.
- Der Angolanische Samtfell-Flughund (Myonycteris angolensis) lebt mit fünf Unterarten in einem großen, disjunkten Verbreitungsgebiet im subsaharischen Afrika.
- Der São-Tomé-Halskrausenflughund (M. brachycephala) lebt endemisch auf São Tomé.
- Der Reliktäre Halskrausenflughund (M. relicta) hat eine größere Population in Kenia und Tansania sowie eine kleine Population im Osten Simbabwes.
- Der Kleine Halskrausenflughundes (M. torquata) kommt von Kamerun im Westen bis Südsudan im Nordosten und Angola im Süden vor.
- Der Sierra-Leone-Halskrausenflughund (Myonycteris leptodon) galt bis 2013 als Unterart des Kleinen Halskrausenflughundes. Die Art kommt im Westen Afrikas von Guinea und Sierra Leone bis Nigeria vor.

## Merkmale
Halskrausenflughunde erreichen eine Kopf-Rumpf-Länge von 85 bis 165 mm, eine Unterarmlänge von 55 bis 70 mm sowie ein Gewicht von 27 bis 54 g. Der Schwanz ist mit 4 bis 13 mm Länge nur ein kleiner Stummel. Namensgebendes Merkmal ist eine olivfarbene oder bleich orangegelbe Halskrause, die bei Männchen vorkommt. Sie wird aus rauen Haaren gebildet und von einer Anzahl Drüsen durchfeuchtet. An anderen Körperstellen und bei Weibchen variiert die Fellfarbe zwischen verschiedenen Brauntönen, die eine gelbe oder rötliche Schattierung aufweisen können.
Auffällig am São-Tomé-Halskrausenflughund ist, dass er mit drei unteren Schneidezähnen eine unsymmetrische Anzahl Zähne im Unterkiefer besitzt. Bei den anderen Vertretern der Gattung kommen zwei Schneidezähne pro untere Kieferhälfte vor.

## Lebensweise
Diese Flughunde halten sich in Wäldern, in kleineren Baumgruppen und in Savannen auf. Wenn sie schlafen, hängen sie an Bäumen oder Büschen, die oft direkt in der Sonne stehen. Vermutlich besteht die Nahrung vorwiegend aus Früchten. In Gefangenschaft gehaltene Tiere konnten mit Früchten, Honig und Butter gefüttert werden.
Nach bisherigen Beobachtungen kommen bei Weibchen zwei Würfe pro Jahr vor. Ein Wurf besteht meist aus einem Jungtier und selten aus Zwillingen.